# Pogrom in Gugark
Das Pogrom in Gugark war ein Pogrom, welches sich gegen die aserbaidschanische Minderheit des Distriktes Gugark der Armenischen SSR richtete.
Das im März 1988 beginnende Pogrom folgte einem Massaker, das an den Armeniern Sumgaits im Februar desselben Jahres verübt wurde. Die Verfolgung der Aserbaidschaner dauerte an, bis diese nahezu gänzlich aus der Region geflohen waren. Das Pogrom war einer der vielen Akte ethnischer Gewalt des Bergkarabachkonfliktes, der sich letztlich zu einem Krieg entwickeln sollte.
Aserbaidschanische Quellen sprechen auch vom „Massaker von Gugark“ (aserbaidschanisch Quqark qırğını/qətliamı).

## Hintergrund

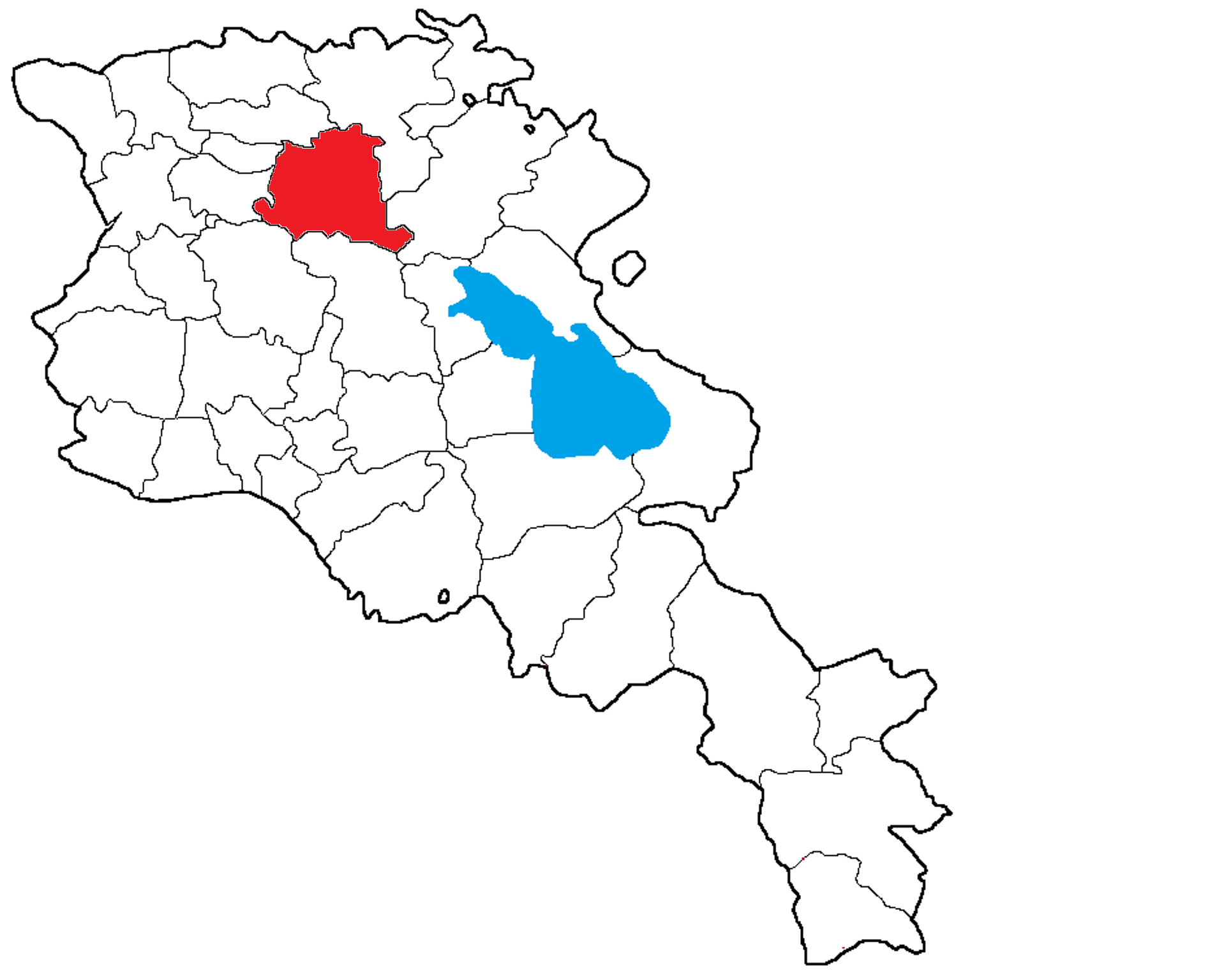
Lage des Gugark-Distrikts in der Armenischen SSR

Der Distrikt Gugark, von seinen aserbaidschanischen Einwohnern Böyük Qarakilsə (wörtlich: „große schwarze Kirche“)  genannt, war zu Zeiten der UdSSR Teil der Armenischen SSR und beheimatete neben seiner armenischen Bevölkerung auch eine aserbaidschanische Minderheit. Mit dem Zerfall der Sowjetunion wurde der Distrikt Teil der nun unabhängigen Republik Armenien und von dieser in die Provinz Lori eingegliedert.
Nach dem Pogrom in Kirowabad flohen zahlreiche Armenier aus Gəncə, viele von ihnen über Georgien nach Gugark. Die Spannungen zwischen den Armeniern und Aserbaidschanern der Region waren hoch, da beide Seiten befürchteten, die jeweils andere könnte einen Übergriff planen.

## Pogrom
Die Konfrontationen zwischen den Armeniern und Aserbaidschanern Gugarks begannen im März 1988. Erzürnte Armenier überfielen aserbaidschanische Häuser, örtliche Behörden vermerkten zudem Schlägereien und Raubüberfälle. Selbst während der Arbeit wurden Aserbaidschaner angegriffen, wobei unter anderem auch mehrere Händler attackiert und ihre Waren gestohlen wurden.
Gewalt und Diskriminierung gegen die aserbaidschanische Bevölkerung der Armenischen SSR nahmen im November 1988 weiter zu. Mehrere Firmen und Organisationen entließen in dieser Zeit ihre aserbaidschanischen Angestellten. Durch die armenischen Angriffe wurden mehrere Aserbaidschaner getötet, die meisten von ihnen im Norden Armeniens, darunter auch im Distrikt Gugark. Das Karabach-Komitee versuchte, die Spannungen und Provokationen zu reduzieren, indem es die nächtliche Bewachung von Städten und Dörfern organisierte, doch auch dies konnte keine vollständige Sicherheit garantieren. Auch die örtlichen Behörden versuchten, die Aserbaidschaner durch die Stationierung von Soldaten und Polizisten an Straßen, die in die von ihnen bewohnten Dörfer führten, zu schützen. Als schließlich beschlossen wurde, die Aserbaidschaner aus der Region zu eskortieren, wurden auch ihre Fluchtkonvois von Armeniern angegriffen.

### Opferzahlen
Offiziellen Berichten zufolge wurden elf Aserbaidschaner in Gugark getötet. Laut dem armenischen Journalisten Mane Papyan wurden sieben Aserbaidschaner in Wanadsor getötet, andere verfolgt und ins Exil getrieben,  während laut dem aserbaidschanischen Historiker Arif Yunus 21 Aserbaidschaner in Gugark ums Leben kamen. Yunus Liste wurde 2008 von der aserbaidschanischen Botschaft im Vereinigten Königreich zitiert und erneut veröffentlicht. Stepan Ayvazyan, ehemaliger Vorsitzender einer Kollektivfarm in der Region, behauptet zudem, dass in Schahumjan Leichen der Opfer verbrannt wurden, um ihre Identifizierung zu verhindern.

## Reaktion der Regierung
Anfang Dezember meldete das Armenische Radio, dass die Vorsitzenden des Parlaments und der Kommunistischen Partei der Region Gugark aufgrund ihrer „politischen Kurzsichtigkeit“ durch die sowjetische Regierung entlassen wurden. Kurz darauf trafen etwa 100 Experten aus Moskau ein, um die Morde zu untersuchen. Die Generalstaatsanwaltschaft der UdSSR leitete zwar ein Strafverfahren ein, doch die Täter wurden nie gefunden und der Fall nie gelöst. Der erste Generalstaatsanwalt der Republik Aserbaidschan, Ismət Qayıbov, kritisierte die sowjetischen Behörden für ihre Nachlässigkeit. Laut Grigori Shahverdyan, dem ehemaligen Staatsanwalt Wanadsors, gingen die Angriffe auf eine kleine Gruppe junger Armenier zurück. Die Vorsitzende des Aserbaidschanischen Nationalkomitees der Internationalen Helsinki-Föderation für Menschenrechte, Arzu Abdulayeva, behauptet weiterhin, dass die Bevölkerung Aserbaidschans lange Zeit nichts über das Pogrom in Gugark wusste, lediglich Gerüchte vernommen hatte, da man versuchte, das Geschehene zu verschweigen.

## Nachwirkungen
1989 kehrten viele Aserbaidschaner, die zuvor aus Gugark geflohen waren, zurück, um ihre Häuser und Wohnungen zu verkaufen oder um Kompensationen für die Schäden, die das Erdbeben von Spitak an ihren Häusern angerichtet hatte, zu erhalten.
Arif Yunus zufolge ist das Wort „Gugark“ für Aserbaidschaner von ähnlicher Bedeutung wie das Wort „Sumgait“ für Armenier und somit zum Inbegriff der ethnischen Spannungen und Konflikte zwischen beiden Völkern geworden.

### In der Literatur
Das Pogrom in Gugark ist einer der Hauptschauplätze des kontroversen, vom aserbaidschanischen Schriftsteller Seymur Baycan verfassten Romans Gugark. Dieser handelt von der Liebe zwischen dem Aserbaidschaner Seymur und der Armenierin Anoush zur Zeit der ethnischen Spannungen, die zu den Pogromen in Baku und Gugark führten. Baycan konnte sich der Kritik durch seine Landsleute entziehen, indem er nur die Umsiedlung der Armenier, nicht aber die gegen sie ausgeübte Gewalt erwähnte. Əkrəm Əylisli, der Autor eines ähnlichen Romans names Steinträume, wiederum wurde für seine Beschreibungen der Pogrome in Baku und Sumgait verleumdet. Er verlor seine staatlichen Ehrungen und sah sich regelrechter Verfolgung ausgesetzt.